# Alyson Michalka

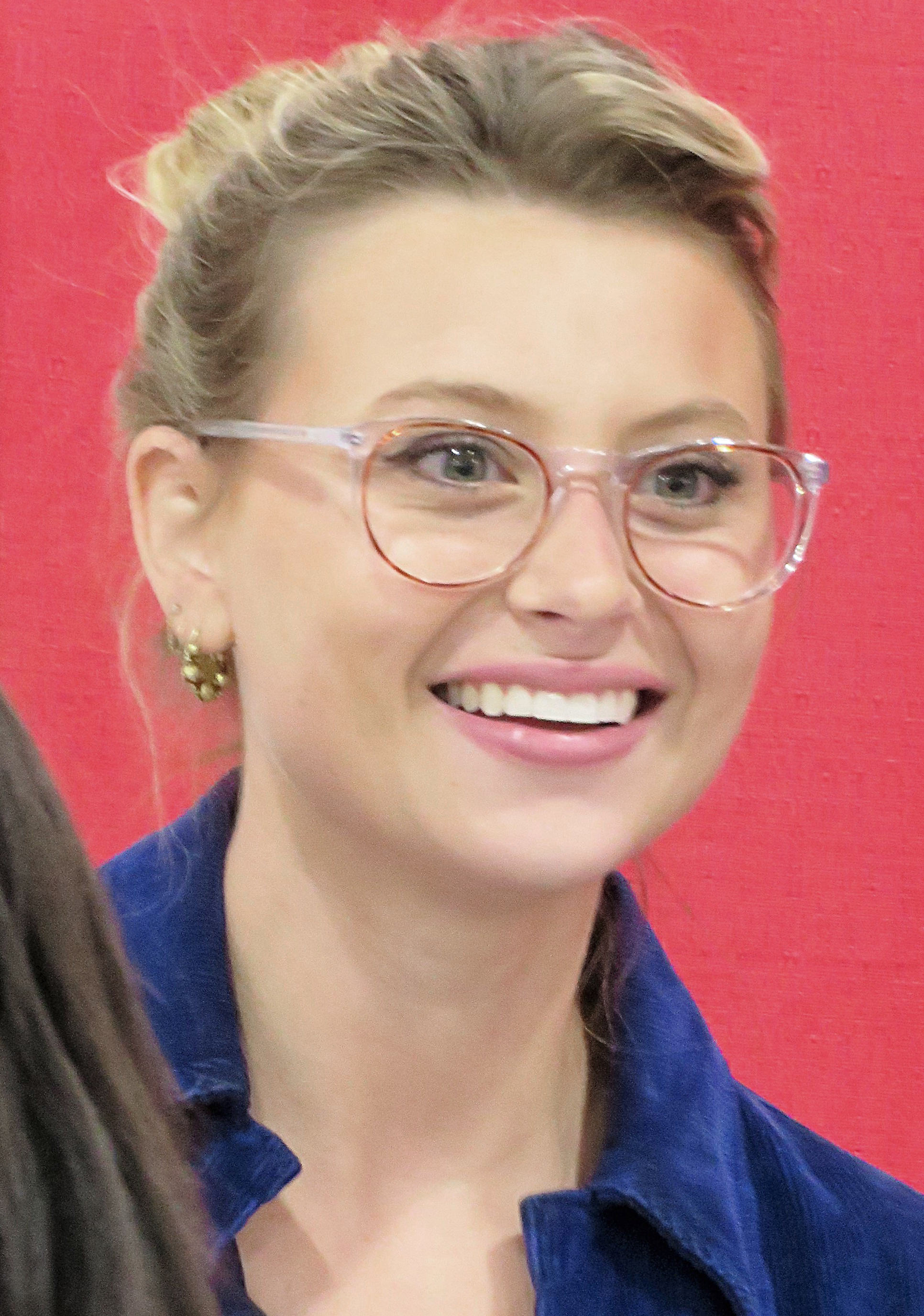
Alyson Michalka (2017)

Alyson Renae Michalka (* 25. März 1989 in Torrance, Kalifornien) ist eine US-amerikanische Schauspielerin und Sängerin.

## Karriere
Michalka spielte in der amerikanischen Fernsehserie Phil aus der Zukunft die Rolle der Keely Teslow und in dem Disney-Channel-Film Der größte Magier der Welt, zu dem sie mit ihrer Schwester Amanda Michalka auch den Titelsong Do You Believe in Magic gesungen hat. Außerdem sang sie mit ihrer Schwester den Titelsong Walking on Sunshine des Disneyfilms Herbie: Fully Loaded, der im August 2005 in die deutschen Kinos kam. Außerdem sangen die Schwestern den Titelsong No One zum Kinofilm Die Eisprinzessin (2005).
Im August 2005 kam in Amerika Alysons und Amandas (als Sängerinnen auch bekannt als Aly & AJ oder 78violet) Album Into the Rush auf den Markt, im September 2006 Acoustic Hearts of Winter und im Juli 2007 Insomniatic.
Alyson Michalka spielte auch 2006 in dem Fernsehfilm Partygirls auf Mission mit. 2008 drehte sie zusammen mit Vanessa Hudgens den Film Bandslam – Get Ready to Rock!, der 2009 in die Kinos kam.

## Diskografie
Alben – als Aly & AJ:
- 2005: Into The Rush
- 2006: Acoustic Hearts of Winter
- 2007: Insomniatic

## Filmografie
- 2004–2006: Phil aus der Zukunft (Phil of the Future, Fernsehserie, 43 Episoden)
- 2005: Der größte Magier der Welt (Now You See It …, Fernsehfilm)
- 2006: Partygirls auf Mission (Cow Belles, Fernsehfilm)
- 2006: Haversham Hall (Fernsehfilm)
- 2007: Super Sweet 16: The Movie (Fernsehfilm)
- 2009: Bandslam – Get Ready to Rock!
- 2010: Einfach zu haben (Easy A)
- 2010–2011: Hellcats (Fernsehserie, 22 Episoden)
- 2011: The Roommate
- 2011: CSI: NY (Fernsehserie, Episode 8x02)
- 2013: Crazy Kind of Love
- 2013: Kindsköpfe 2 (Grown Ups 2)
- 2013–2014: Two and a Half Men (Fernsehserie, fünf Episoden)
- 2015: Sequoia
- 2015: Chevy (Fernsehfilm)
- 2015: Weepah Way for Now
- 2015–2019: iZombie (Fernsehserie, 56 Episoden)
- 2016: Motive (Fernsehserie, Episode 4x10)
- 2017, 2021: MacGyver (Fernsehserie, zwei Episoden)
- 2017: The Lears
- 2017–2019: Ryan Hansen Solves Crimes on Television (Webserie, 14 Folgen)
- 2021: Sand Dollar Cove (Fernsehfilm)
- 2022: The Good Doctor (Fernsehserie, Episode 5x09)

## Privates
Alyson Michalka Ist mit dem Regisseur Stephen Ringer verheiratet. Am 21. April 2024 brachte sie ihr erstes gemeinsames Kind zur Welt.